# Oyster card

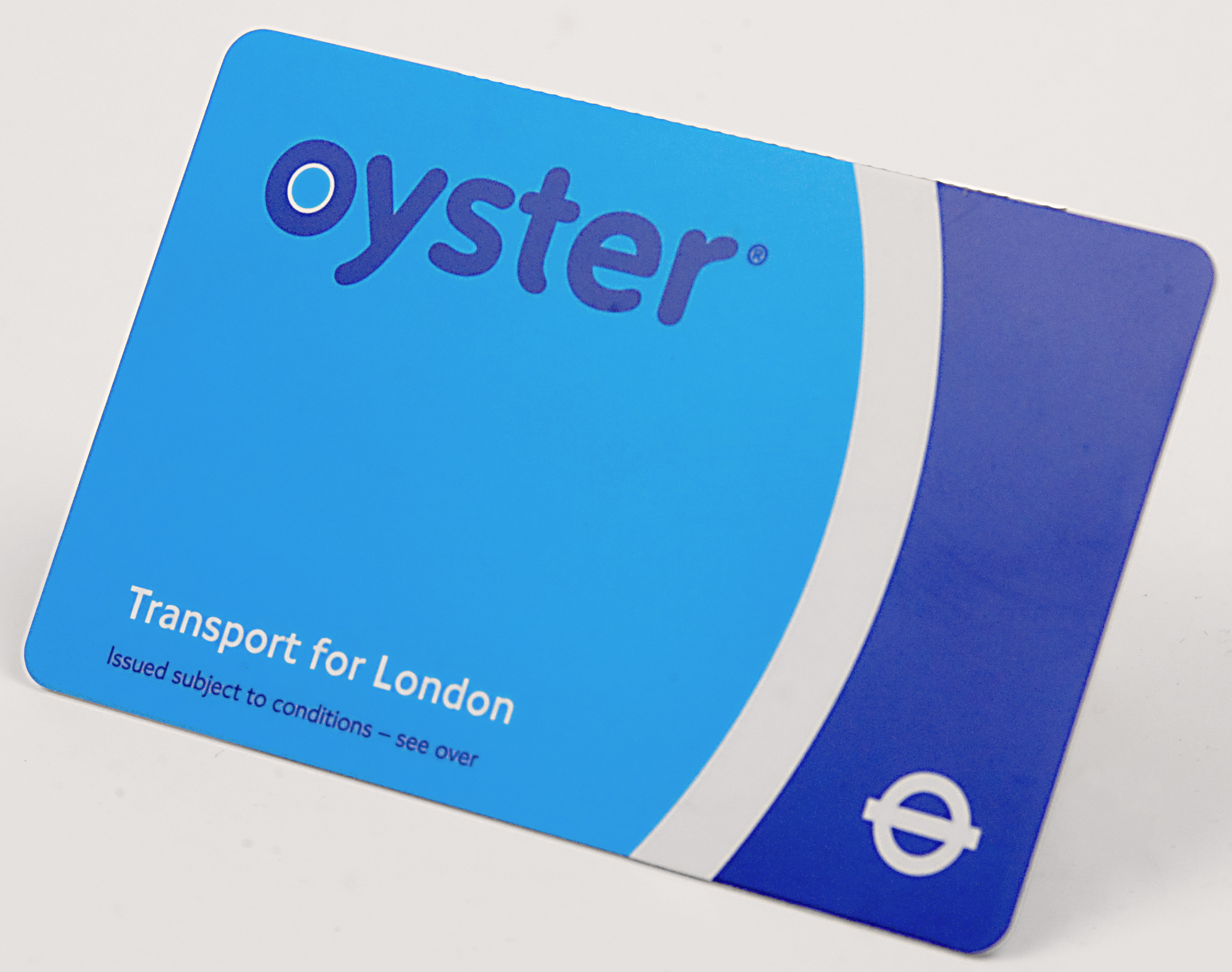
Tarjeta Oyster.

La Oyster card (en español: Tarjeta Ostra) es un billete electrónico usado para Transport for London y National Rail dentro del área del  Gran Londres del Reino Unido. La primera tarjeta se usó en público en el 2003 con funciones limitadas y un rango de mejoras y nuevas funciones. En marzo del 2007 se habían expedido cerca de 10 millones de Oysters y el 80% de los viajes en Transport for London se realizaban con ella.

## Historia
El nombre de Oyster (ostra en español) fue acordado después de un largo periodo de investigación por parte de TranSys, la compañía contratada para el sistema de billetes en Londres y aceptada por Transport for London. Distintos nombres fueron considerados, pero se escogió 'Oyster' por no tener relación directa con transporte, sistema de billetes o Londres.  
Según Andrew McCrum, actualmente trabajando para la asesoría de nombres de marcas Appella, Oyster fue finalmente seleccionado por su implicación metafórica con la seguridad que aporta la dura concha del molusco y la perla escondida. 
Es una tarjeta inteligente con la tecnología contactless smart card, que funciona a partir de una proximidad de unos 8 cm. Esta tecnología es implementada por TranSys, y se basa en Philips MIFARE con chips de 1K suministrados por G&D y SchlumbergerSema.
La tecnología usada en las Oysters es conocida como identificación por radio-frecuencia.

## Características
Las Oysters funcionan como antenas y los lectores actúan como receptores. Sin embargo esta tecnología significa que las tarjetas trasmiten información en cuanto entran en el rango de acción de los lectores y se piensa que un buen lector podría obtener información personal desde no mucha distancia. Un simple protector de aluminio prevendría estas situaciones.
Los pasajeros tan solo tienen que posar su tarjeta sobre los distintivos lectores amarillos (un Cubic Tri-Reader) de las barreras automáticas de las estaciones del Metro de Londres para ticar el inicio y al final del viaje (no es necesario que haya contacto, tan solo acercar la tarjeta un par de centímetros). En los tranvías y autobuses están situadas junto a la ventanilla del conductor, o, en el caso de los autobuses articulados, junto a las otras puertas de entrada.

### Precios
El sistema de precios es algo complejo y va cambiando. Los más actualizados se pueden encontrar en la web de Transport for London's (Ver enlace externo). 
Para animar a los pasajeros al cambio, los precios son generalmente más bajos usando la Oyster que pagando en metálico:
Así como el 1 de enero de 2007 la tarifa en metálico para el autobús era de £2, mientras que la tarifa con la Oyster es de £0.90, pero con un tope de £3 para cualquier número de viajes durante el mismo día. Dentro de  PAYG rail network, un billete simple en la zona 1 cuesta £1.50 (contrastando los £4 en metálico) o £1 (£3 en metálico) en cualquiera otra zona. 
Tarifa tope
En el PAYG rail network, autobuses y tranvías, el precio por viajar todo ese día tiene como tope £0.50 por debajo de una tarjeta para viajar todo el día (one-day Travelcard). Oyster es el único sistema en el mundo que ofrece esta tipo de oferta.
Las tarifas de billetes sencillos en PAYG rail network comienzan con £1

#### Descuentos
Desde el 20 de agosto de 2007 los usuarios de la Oyster se beneficiarán de la llamado 'ayuda a los ingresos' por la que pagarán £0.50 por un billete sencillo en autobús o la mitad de precio para los pases temporales en 'Autobús y Tranvía tarjeta con foto descuento.' Esto ha sido posible por medio de un trato entre Transport For London y la compañía venezolana de petróleo, Petroleos, para distribuir combustible para los autobuses de Londres con un 20% de descuento, a cambio, los oficiales de Transport for London abrirán una oficina en la capital de Venezuela (Caracas) para ofrecer la pericia en la planificación Urbanística, Turística, protección pública y del medio ambiente.
| Billete Sencillo (Dentro del área Greater London, estaciones al sur de Moor Park) | Ticket de papel | Oyster          | Oyster          |
| Billete Sencillo (Dentro del área Greater London, estaciones al sur de Moor Park) | Ticket de papel | Lun-Vie 7am-7pm | Las demás veces |
| --------------------------------------------------------------------------------- | --------------- | --------------- | --------------- |
| Zona 1                                                                            | £4              | £1.50           | £1.50           |
| Zona 1 a 6                                                                        | £4              | £3.50           | £2              |
| Zona 1 a A o B                                                                    | £5.50           | £4.50           | £3              |
| Zona 1 a C o D                                                                    | £7              | £5.50           | £3              |
| Zona 2 a A o B                                                                    | £4              | £3              | £2              |
| Zona 2 a C o D                                                                    | £5.50           | £4              | £2              |
| Zona 3 a A or B                                                                   | £4              | £2.50           | £1              |
| Zona 3 a C o D                                                                    | £4              | £3.50           | £1              |
| Zona 4 a A o B                                                                    | £3              | £2              | £1              |
| Zona 4 a C o D                                                                    | £4              | £3              | £1              |
| Zona 5 a A o B                                                                    | £3              | £2              | £1              |
| Zona 5 a C o D                                                                    | £3              | £2.50           | £1              |
| Zona 6 a A o B                                                                    | £3              | £1.50           | £1              |
| Zona 6 a C o D                                                                    | £3              | £2              | £1              |
| Zona 2, 3, 4, 5 o 6 (2 zonas contiguas cualquiera, excepto la 1)                  | £3              | £1              | £1              |
| Zona 2 a 6                                                                        | £3              | £1.80           | £1.00           |
| Billete Sencillo type (Estaciones al norte de Moor Park en zonas A a D)           | Ticket de papel | Oyster          | Oyster          |
| Billete Sencillo type (Estaciones al norte de Moor Park en zonas A a D)           | Ticket de papel | Lun-Vie 7am-7pm | Las demás veces |
| Dentro de 1 o 2 zonas contiguas (A, AB, B, BC, C, CD, D)                          | £3              | £1              | £1              |
| Dentro de 3 o 4 zonas contiguas (ABC, ABCD, BCD)                                  | £3              | £1.50           | £1              |

Hay algunas anomalías en las tarifas pico de la Oyster en viajes que rodeen el viajar en las zonas 1 a 6 de Londres y las estaciones en las zonas A-D, al norte de Moor Park. Las anomalías aparecen porque Moor Park se asienta justo en el borde entre zonas A y 6, por lo tanto está en ambas zonas. Por ejemplo la tarifa publicada para un viaje de la zona 1 a la D es de £5.50, donde 2 billetes de la zona 1 a Moor Park y de esta misma a la zona D sería un total de £5; Del mismo modo de la zona 2 a la D es £4.00, en contra de los £3.30 por dos billetes separados.
Las Oyster cards pueden ser adquiridas en las ventanas de cualquier estación de metro de London Underground, de cajeros (solo con líquido) en algunas estaciones, de unos 2.300 agentes supervisores de Oyster cards, de algunas estaciones de tren de National Rail stations que transbordan al metro, en la página web en oystercard.com o incluso llamando a la línea de ayuda de Oyster al 0845 330 9876. Es necesario pagar un depósito recuperable de £3 a no ser que al comprar la tarjeta se cargue con un ticket semanal o un periodo mayor. Se puede obtener un formulario para el registro en el momento de la compra. Si no se completara este formulario, la Oyster se restringiría al método Pay as you go y billetes semanales.

### Tope
Si consigues gastar en un día el precio de una travelcard diaria, no se te cobrará más de dicha cantidad.

### Auto-recarga
Los clientes de la Oyster podrán también registrar una tarjeta de débito o crédito por internet y de este sencillo modo su tarjeta se recargará con £20 o £40 cuando el limité en la tarjeta baje de £5. Podrás saber cuando ocurre al pasar por un lector de Oyster, ya que este emitirá una luz confirmando la transacción.

### Desarrollo histórico

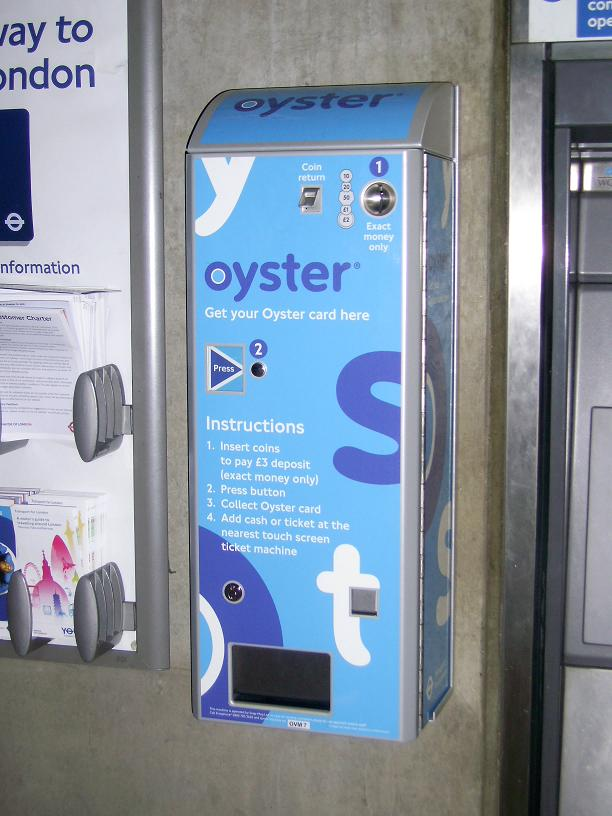
Oyster card vending machine, installed at London Bridge station in December 2006.

La implementación de las funciones de Oyster y la migración desde el sistema basado en papel se ha realizado por fases. Los hitos hasta ahora han sido:
- Barreras de billetes del metro de Londres, máquinas expendedoras de billetes de autobús, estaciones de Docklands Light Railway y paradas de Croydon Tramlink equipadas con validadores. Tarjetas emitidas para el personal de Transport for London, London Underground y operadores de autobuses (2002)
- Tarjetas emitidas al público para boletos anuales y mensuales (2003)
- Pases de la libertad emitidos en Oyster (2004)
- Pago por uso (prepago) lanzado en el metro y DLR (enero de 2004)
- Lanzamiento de tarifas de temporada baja (enero de 2004)
- Entradas anuales disponibles solo en Oyster (2004)
- Billetes mensuales disponibles solo en Oyster, a menos que se compren en una estación operada por una compañía de trenes en lugar de TfL (2004)
- Prepago en autobuses (mayo de 2004)
- Límite diario de precios de prepago (febrero de 2005)
- Tarjetas fotográficas Student Oyster para estudiantes mayores de 18 años (principios de 2005)
- Oyster Child Photocards para menores de 16 años: viajes gratis en autobuses y tarifas reducidas en trenes (agosto de 2005)
- Recarga automática (septiembre de 2005)
- Entradas semanales disponibles solo en Oyster (septiembre de 2005)
- Tarifas individuales de Oyster hasta un 33% menos que los billetes de papel (enero de 2006)
- Recarga automática en autobuses y tranvías (junio de 2006)
- Historial de viajes para transacciones de pago por uso disponibles en línea (julio de 2006)
- Capacidad para el personal ferroviario activo y jubilado que tiene una tarjeta de viaje para el personal de obtener tarifas de viaje privilegiadas en el metro con Oyster (julio de 2006)
- Se cobra una 'tarifa máxima en efectivo' de £ 4 o £ 5 por viajes Pay as you go sin un 'toque de entrada' y 'toque de salida' (noviembre de 2006)
- Oyster Card para visitantes tarjetas de marca lanzadas y vendidas por Gatwick Express.

## Impacto
Desde que se introdujo, la tarjeta Oyster ha conseguido disminuir considerablemente el número de clientes que pagan en metálico. Esta disminución también se ha visto repercutido en la venta de billetes en las oficinas del metro.

## Estadísticas de uso

### Dinero electrónico
En 2005, TFL preseleccionó a dos emisoras financieras para añadir capacidad de pago con dinero electrónico a la tarjeta Oyster. Estaba planificada para compras de bajas cantidades, por debajo de £5 en minoristas tales como puestos de prensa. Éste avance estaba planeado para empezar en el 2006. Más tarde se dio carpetazo a este asunto
Instead, in December 2006, TfL announced that they had partnered with Barclays plc to pair standard credit card functionality with Oyster functionality on a single card. Under this arrangement, contactless e-money functionality would be provided using Visa Wave and Pay rather than Oyster Pay as you go.
La nueva tarjeta de Barclaycard fue lanzada en el Otoño del 2007 y se llama OnePulse

## Rediseños

### Privacidad
El sistema ha sido criticado por ser una amenaza para la privacidad de los usuarios. Cada Oyster tiene un número único y hay que registrarlas para pases mensuales o de mayor tiempo. Toda esta información está guardada en la tarjeta y también en la base de datos de Transport for London hasta 8 semanas.
La policía ha usado la información de la tarjeta Oyster para investigación criminal. Entre agosto de 2004 y marzo del 2006, hasta en 436 ocasiones se ha requerido acceso a la información en la central.